# Топархия (Древний мир)
Топа́рхия (греч. τοπαρχία — областное правительство, область от греч. τόπος — местность, место, область + греч. ἀρχῆς, ἀρχή — начальствование, правительство) — административно-территориальная единица в Египте в греко-римский период, а также в Ахеменидском государстве.

## Исторические сведения
1. Греческий термин был перенесён Птолемеями в Египет. Номы в эллинистическом Египте делились на топархии, которыми управляли топархи. Сами топархии делились на более мелкие единицы — деревни (комы), управлявшиеся комархами. Административное деление осуществлялось таким же образом, как и в номах[4][5]. Топархи были обязаны заниматься сбором налогов (куда входили натуральный налог и платежи), его хранением и перевозкой в номы. Помимо топарха, был ещё топограмматевс (писец топархии) — в его обязанности входило заниматься учётно-статистическим делом[6].
2. Употребляется термин исследователями по отношению к Ахеменидскому царству. Согласно их, в Ахеменидском государстве топархии были военно-административными единицами. Государство разделялось на топархии, среди которых была отдельная топархия — Малая Азия. Предполагается, что при Ксерксе I количество топархий было семь, а при Артаксерксе I всего четыре[7][8].